# 후드 (마블 코믹스)
후드(Hood, 본명: 파커 로빈스, Parker Robbins)는 마블 코믹스에서 출간한 만화책에 등장하는 범죄조직의 보스 슈퍼빌런 공상 캐릭터이다. 공동 작가 브라이언 K. 본와 카일 호츠, 에릭 포웰이 창작했으며, 2002년 7월 The Hood #1에서 처음으로 등장한다.